# Rolling Stone
«Rolling Stone» (укр. Роллінґ Стоун) — американський журнал, присвячений музиці й поп-культурі. Виходить двічі на місяць. Наклад — приблизно півтора мільйона примірників. Випуски Rolling Stone, як правило, містять музичні та кінематографічні рецензії, історії й фотографії знаменитостей, інформацію про нових музикантів, поради щодо моди і статті про політику. Журнал також має майже два десятки версій в інших країнах.

## Історія
Був заснований в Сан-Франциско 1967 року Дженом Веннером, який дотепер залишається редактором і видавцем, та музичним критиком Ральфом Глісоном. Для того, аби підняти журнал Дженн Веннер позичив 7,5 тис. дол. у своєї сім'ї, а також у родини своєї майбутньої дружини. Перший випуск вийшов 9 листопада 1967 року, журнал мав газетний формат, вступна стаття була присвячена Монтерейському поп-фестивалю. Купити журнал можна було за 35 центів.
У першому випуску Веннер пояснив вибір назви журналу, відіславши до популярної у 1950-х пісні «Rollin' Stone», записаної Мадді Вотерсом, рок-гурту The Rolling Stones та хіта Боба Ділана «Like a Rolling Stone». Також у першому виданні Веннер писав, що журнал Rolling Stone «це журнал не про музику, а про багато речей та настроїв, які містить у собі музика».
Спочатку аудиторією журналу вважалося покоління хіппі, однак видання швидко завоювало репутацію респектабельного журналу про сучасну музичну індустрію. Журнал зумів дистанціюватися від типових андеграундних газет того часу, беручи за основу роботи більш традиційні журналістські стандарти й уникаючи радикальньої політики андеграундної преси. Наприкінці кожного випуску було адресоване читачам запрошення надсилати свої статті в редакцію; з таких листів почалася кар'єра багатьох впливових музичних журналістів, таких як Кемерон Кроу, Лестер Бенгс, Джо Кляйн, Патті Сміт та ін.
Піком популярності Rolling Stone вважаються 1970-ті роки, коли між музикантами розгорнулося неофіційне змагання за потрапляння на обкладинку журналу. У ті роки видання багато в чому визначало музичні смаки американської публіки. Наприклад, коли Елтон Джон зізнався на сторінках журналу у своїй нестандартній сексуальній орієнтації, цифри продажів його записів упали в рази. Стверджується, що скептичне ставлення журналістів Rolling Stone до важкого металу загальмувало зростання популярності цього напрямку в США.
Також у 1970-х журнал відзначився своїми політичиними репортажами, особливо роботою гонзо-журналіста Гантера Томпсона (англ. Hunter S. Thompson), що вів політичний розділ журналу. Свій найвідоміший твір «Страх і огида в Лас-Вегасі» Томпсон вперше опублікував саме на сторінках Rolling Stone. В ньому описана історія божевільної подорожі в Лас-Вегас репортера Рауля Дюка і його адвоката Доктора Ґонзо «на пошуки Американської мрії», що супроводжувалася споживанням всіляких наркотичних засобів. Роман було розділено й опубліковано у двох номерах журналу з ілюстраціями художника Ральфа Стедмана. Пізніше роман було видано як самостійну книгу. 1998 року Террі Ґілліам екранізував роман «Страх і огида в Лас-Вегасі» (англ. Fear and Loathing in Las-Vegas), головні ролі у фільмі виконали Джонні Депп і Бенісіо дель Торо.
Саме в цей час журнал публікував деякі зі своїх найвідоміших історій, зокрема, одіссею викрадення Патті Херст.
1977 року редакція журналу перебралася до Нью-Йорка, що вважався центром новомодних тенденцій у музиці. Редакція звернулася до панк-культури, з'явилася програмна стаття Чарльза М. Янга «Рок хворий і живе в Лондоні» (англ. Rock Is Sick And Living In London) про The Sex Pistols і британський панк-рок у цілому (листопад 1977 року). Попри це, до середини 1980-х для багатьох спостерігачів стало зрозуміло, що журнал не встигає за швидким розвитком цих тенденцій. Зокрема, поза увагою журналістів Rolling Stone протягом довгого часу залишалися хіп-хоп і грандж. У другій половині 1980-х журнал змістив акценти, взявши фокус на те, щоб бути в основному журналом «розважальним». Музика була як і раніше домінуючою темою, але все ширше висвітлювалися теми знаменитостей на телебаченні, зірок кіно і поп-культури. Журнал також ініціював щорічний «Гарячий список» («Hot Issue»), що створюється й донині.
У спробі завоювати підліткову аудиторію в 1990-ті роки журнал став багато писати про молодих зірок голлівудського кіно й на інші теми, що мають до музики вельми опосередкований стосунок. Така спроба «осучаснити» видання викликала гостру полеміку серед його вірних шанувальників. В той же час Rolling Stone продовжує публікувати великі ексклюзивні інтерв'ю з провідними музикантами післявоєнного часу — такими, як Боб Ділан і Джоні Мітчелл.
В останні роки журнал відновив свою традицію змішаного контенту, в тому числі глибоких політичних історій. Він також розширив зміст, включивши висвітлення фінансових і банківських проблем. В результаті журнал збільшив свою циркуляцію, а його журналісти запрошуються як експерти для телевізійних програм. У 2002 році на основі масштабного опитування найавторитетніших музикантів і критиків вони опублікували свій список 500 найкращих альбомів всіх часів, а у 2004 — список 500 найкращих пісень всіх часів.

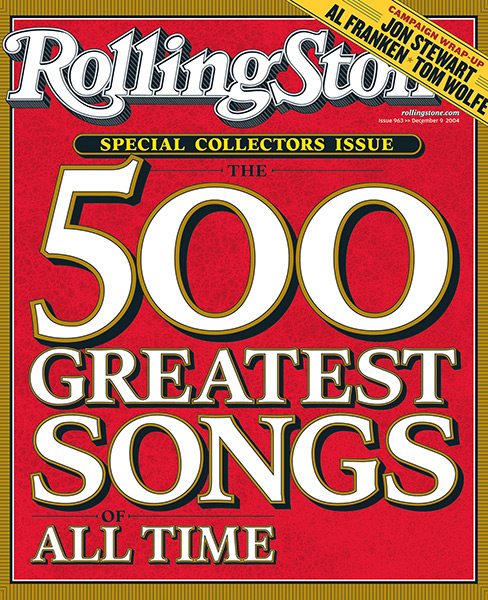
Обкладинка журналу «Rolling Stone» з 500 найкращими піснями всіх часів 2004 року.

Після декількох років втрати уваги читацької аудиторії, відбувся значний сплеск інтересу й актуальності, пов'язаний з роботою двох молодих журналістів наприкінці 2000-х років: Майкла Гастінгса (Michael Hastings) і Метта Тайббі (Matt Taibbi). У 2005 році Дана Леслі Філдс (Dana Leslie Fields), колишній видавець журналу Rolling Stone, яка працювала у журналі протягом 17 років, стала першим призером в Журнальному Залі слави.
У травні 2006 року Rolling Stone надрукував свій 1000-й випуск. Його успіх протягом десятиліть був пов'язаний зі здатністю адаптуватися до постійно мінливого музичного, політичного та культурного клімату.
Друкований формат журналу пройшов через кілька змін. Перші публікації в 1967-72 були у форматі бульварної газети: один колір тексту і один колір «тла», який змінювався в кожному випуску. З 1973 видання перейшло на чотириколірний друк, з іншим форматом. 1979 року з'явився штрих-код. 1980 року журнал став глянцевим, великого формату (10"×12"). 30 жовтня 2008 року Rolling Stone став меншим, стандартного журнального формату.

## Обкладинки

Джон Леннон на обкладинці першого номера журналу. 9 листопада 1967 року.

Деякі артисти прикрашали обкладинки журналу Rolling Stone багато разів, деякі з цих фотографій стали знаковими. Наприклад, учасники The Beatles з'явилися на обкладинці понад тридцять разів, іноді всією групою, іноді поодинці.
У першу десятку персон, що потрапили на обкладинку журналу, входять:
- Випуск № 1 — Джон Леннон
- Випуск № 2 — Тіна Тернер
- Випуск № 3 — The Beatles
- Випуск № 4 — Джимі Гендрікс, Донован і Отіс Реддінг
- Випуск № 5 — Джим Моррісон
- Випуск № 6 — Дженіс Джоплін
- Випуск № 7 — Джимі Гендрікс
- Випуск № 8 — Монтерейський фестиваль
- Випуск № 9 — Джон Леннон і Пол Маккартні
- Випуск № 10 — Ерік Клептон

## Скандали

### Відомі розслідування
У 2009 році Тайбі розпочав низку гучних репортажів на тему фінансової кризи. Відомим став його вислів про Голдман Сакс, як «великого Пекельного вампіра».
Rolling Stone викликав полеміку в Білому домі опублікувавши в липневому номері статтю журналіста Майкла Гастінгса, під назвою «Runaway General», з критикою генерала Стенлі А. Маккрістала, командувача Міжнародними силами сприяння безпеці та збройними силами США і Афганістану, віце-президента Джо Байдена та інших членів адміністрації Білого дому. Маккрістал пішов у відставку зі свого поста незабаром після того, як його заяви стали публічними.
У 2010 році Тайбі задокументував незаконні й шахрайські дії з боку банків у підкупі судів після подорожі в Джексонвіллі, штат Флорида, сидячи на слуханнях в залі суду. Його стаття, «Вторгнення будинкових злодіїв», також задокументувала спроби суддів залякати домовласників.
У січні 2012 року журнал подав ексклюзивні уривки з книги Гастінгса незадовго до публікації. Книга «Оператори: дика і страшна історія війни Америки в Афганістані зсередини» (ориг. The Operators: The Wild and Terrifying Inside Story of America's War in Afghanistan) дала набагато ширший погляд на Маккрістала і культуру старших американських військових, і як вони втягувалися в цю війну. Це було описано як «п'яний, повний сексу список проступків найвідоміших вбивць Америки». Книга стала бестселером Amazon у перші 48 годин після релізу, і  отримала в цілому сприятливі відгуки. Салон Гленн Грінвальд охарактеризував її як «чудову», «хоробру» і «повчальну.»

### Звинувачення в підтримці тероризму
У серпні 2013  стаття Rolling Stone про Джохара Царнаєва викликала гостру критику, через що журнал, начебто, «ідеалізує тероризм», а ця публікація є «ляпасом в обличчя великого міста Бостон». Інтернет-публікація статті супроводжувалася короткою редакційною припискою, в якій говорилося, що історія «входить до традицій журналістики та відповідає давній прихильності журналу Rolling Stone до серйозного й вдумливого висвітлення найважливіших політичних і культурних проблем сьогодення». Суперечлива фотографія на обкладинці, яку використав Rolling Stone, 5 травня 2013 року була розміщена на першій сторінці New York Times.
У відповідь на протести, новоанглійські компанії CVS Pharmacy і Tedeschi Food Shops заборонили продаж журналу в своїх магазинах. Крім того, відмовились продавати цей випуск Walgreens, Rite-Aid, Roche Bros., Kmart, H-E-B, Walmart,  7-Eleven, Hy-Vee, Rutter's Farm, United Supermarkets, Cumberland Farms, Market Basket, Shaw's and Stop & Shop. Бостонський мер Томас Меніно (Thomas Menino) надіслав листа до Rolling Stone, видавцю Дженну Веннеру, називаючи обкладинку «щонайменше непродуманою, … такою, що підтверджує меседж про те, що вбивство надає популярність вбивцям та їхнім „справам“». Меніно також писав, що «Відповідати вам гнівно — підгодовувати вашу очевидну ринкову стратегію», а також про те, що Веннер міг би написати про вцілілих або людей, які прийшли, щоб допомогти після вибуху. На закінчення, Меніно пише: «Уцілілі в Бостонському марафоні заслуговують в Rolling Stone титульної історії на обкладинці, хоча я більше не відчуваю, що Rolling Stone заслуговує їх.»

### Неперевірені факти
5 грудня 2014 керівний редактор Вілл Дана вибачився за опубліковану історію про нібито групове зґвалтування в кампусі Вірджинського університету. Окремі запити з боку братства Фі Каппа Псі (Phi Kappa Psi), звинуваченого Rolling Stone в допущенні зґвалтування, та Washington Post, виявили значні помилки й неточності в репортажі. Історія репортера Сабріни Ерделі (Sabrina Erdely) була об'єктом гострої критики в ЗМІ. Washington Post і Boston Herald опублікували звернення, що співробітники журналу, які мали стосунок до публікації цієї історії, мають бути звільнені. Rolling Stone згодом опублікував три вибачення за цю статтю. Дехто припускає, що на це міг вплинути судовий позов проти журналу особами, обвинувачуваними в зґвалтуванні[джерело?].

## Міжнародні видання журналу
- Аргентина — Видається видавництвом Publirevistas SA з квітня 1998.
- Австралія — Видається з 1969 року як додаток до журналу Go-Set. Повноцінно видається з 1972 року і публікувався Next Media Pty Ltd в Сіднеї до 2008 року. Зараз видається видавництвом ACP Magazines.
- Бразилія — У Бразилії видається з жовтня 2006 року компанією Spring Comunicações.
- Німеччина — Видається в Німеччині з 1994 року видавництвом Axel Springer AG.
- Індія — Запущено в березні 2008 видавництвом журналу Man's World.
- Індонезія — Видається з червня 2005 видавництвом JHP Media.
- Іспанія — Видається видавництвом PROGRESA в Мадриді, з 1999 року.
- Італія — Видається в Італії з листопада 2003, спочатку видавництвом IXO Publishing, після видавництвом Editrice Quadratum.
- Китай — Rolling Stone ліцензований компанією One Media Group в Гонг Конгу і видається за підтримки компанії China Record Corporation.
- Колумбія — Видається в Боготі, Еквадорі, Перу, Панамі і Венесуелі.
- Мексика — Видається компанією Prisa Internacional з 2002 року.
- Росія — Видавався видавництвом МП Раша з 2004 року. У 2022 році випуск припинено[2].
- Туреччина — Видається з червня 2006 видавництвом GD Gazete Dergi.
- Франція — Запущено в тираж з 2002 року і перезапущено в травні 2008 року по ліцензії видавничої групи 1633SA.
- Чилі — Видавалося Edu Comunicaciones аж до травня 2003 року. Публікується El Mercurio, з січня 2006 року.
- Японія — Видавництво запущено з березня 2007 року. Вебсайт: rollingstonejapan.com.

## Офіційний сайт
Вебсайт Rolling Stone пропонує вибрані статті, огляди, блоги, MP3, та інші цікавинки, такі як  пошуку вільних енциклопедичних статей про артистів, з зображеннями, а іноді й звукові уривки їх робіт. Статті і замітки іноді перероблені з опублікованих версій. Є також вибрані архіви політичних та культурницьких статей. Сайт свого часу мав великий форум. До кінця 1990-х років форум на сайті перетворився на процвітаючу спільноту з великим числом постійних членів та учасників по всьому світу. Сайт стикнувся з численними інтернет-тролями і хакерами, які вчинили суттєвий погром форуму. Rolling Stone раптово видалив форум в травні 2004 року. Rolling Stone почав нову, набагато більш обмежену сторінку співтовариства на їхньому сайті наприкінці 2005, й видалив її знову в 2006 році. Rolling Stone також має сторінку на MySpace, Facebook, і Twitter. У березні 2008 року сайт Rolling Stone почав новий форум розділ ще раз, потім видалити його, у квітні 2010.
19 квітня 2010 року сайт був оновлений й опубліковано повні архіви Rolling Stone. Архів вперше був запущений на платній основі, але перейшов у вільне користування.